# Grand Prix Pino Cerami 2010
Il Grand Prix Pino Cerami 2010, quarantaquattresima edizione della corsa e valida come evento dell'UCI Europe Tour 2010 categoria 1.1, si svolse l'8 aprile 2010 su un percorso totale di circa 193,3 km. Fu vinto dallo sloveno Jure Kocjan che terminò la gara in 4h31'32", alla media di 42,713 km/h.
All'arrivo 74 ciclisti portarono a termine il percorso.

## Ordine d'arrivo (Top 10)
| Pos. | Corridore          | Squadra         | Tempo    |
| ---- | ------------------ | --------------- | -------- |
| 1    | Jure Kocjan        | Carmiooro       | 4h31'32" |
| 2    | Stefan van Dijk    | Verandas Wil.   | s.t.     |
| 3    | Marco Marcato      | Vacansoleil     | s.t.     |
| 4    | Anthony Geslin     | FDJ             | s.t.     |
| 5    | Daniele Colli      | Ceramica Flam.  | s.t.     |
| 6    | Bert De Waele      | Landbouwkrediet | s.t.     |
| 7    | Kristof Vandewalle | Topsport Vl.    | s.t.     |
| 8    | Geert Verheyen     | Landbouwkrediet | s.t.     |
| 9    | Bert Scheirlinckx  | Landbouwkrediet | s.t.     |
| 10   | Davide Appollonio  | Cervélo         | s.t.     |